# Lisa Murkowski

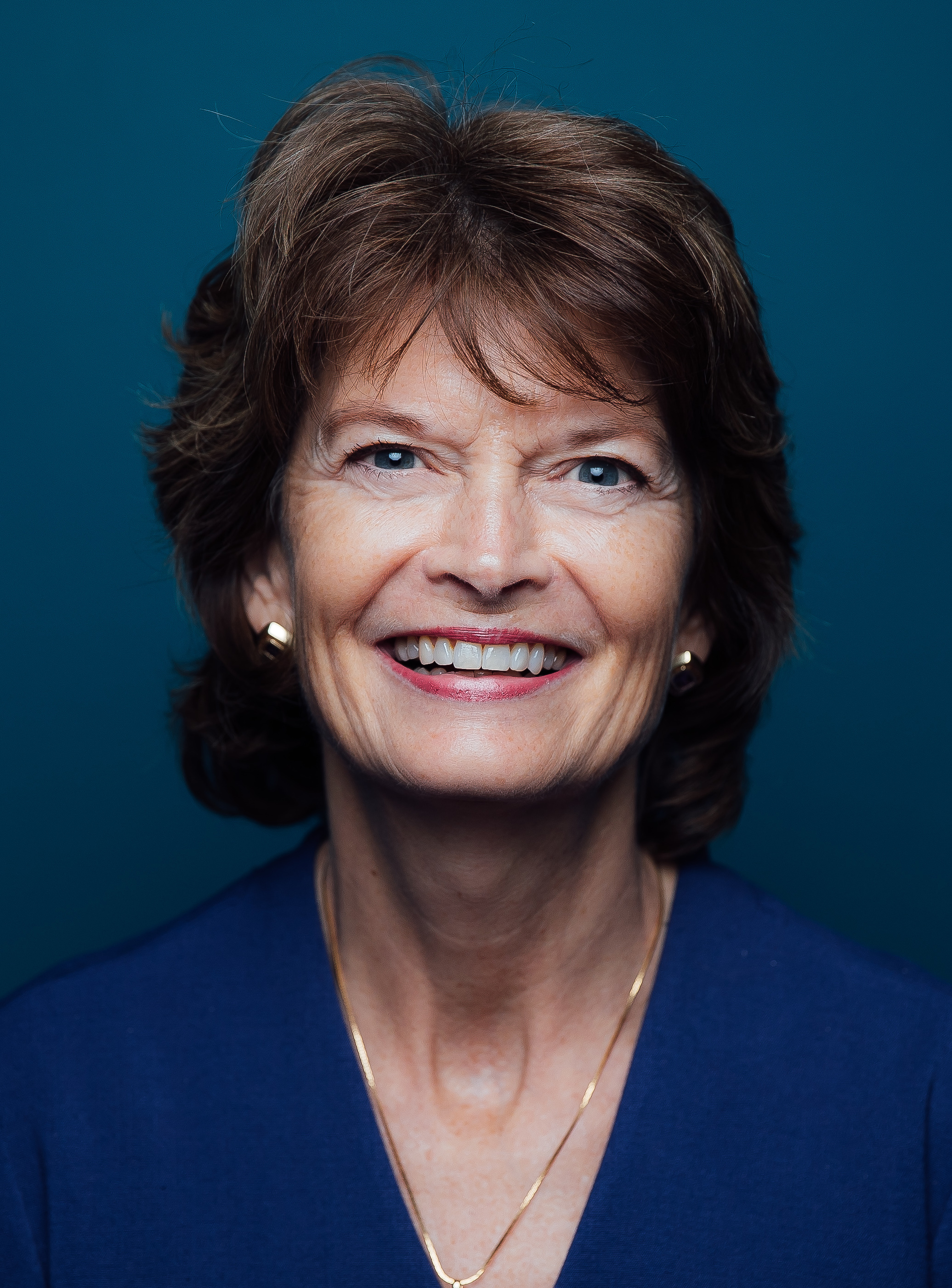
Lisa Murkowski (2017)

Lisa Ann Murkowski (* 22. Mai 1957 in Ketchikan, Alaska-Territorium) ist eine US-amerikanische Politikerin (Republikanische Partei) und seit Dezember 2002 US-Senatorin für den Bundesstaat Alaska. Sie gilt als moderate Republikanerin.

## Ausbildung und Beruf
Lisa Murkowski besuchte die öffentlichen Schulen in Fairbanks und danach von 1975 bis 1977 zunächst die Willamette University in Salem. Sie schloss 1980 ihr Wirtschaftsstudium an der Georgetown University mit einem B.A. ab, fünf Jahre später erlangte sie den J.D. am College of Law der Willamette University. In der Folge wurde sie in die Anwaltskammer von Alaska aufgenommen und praktizierte von 1987 bis 1996 als Juristin in Anchorage.

## Politische Laufbahn
Erste politische Erfahrungen sammelte Murkowski zwischen 1990 und 1991 als Mitglied einer vom Bürgermeister von Anchorage eingesetzten Arbeitsgruppe, die sich mit dem Problem der Obdachlosigkeit befasste. Von 1997 bis 1998 war sie in dieser Stadt in der Gleichstellungskommission tätig. Im Jahr 1998 wurde sie ins Repräsentantenhaus von Alaska gewählt, gab dieses Mandat jedoch auf, als ihr Vater, der neu gewählte Gouverneur Frank Murkowski, sie zu seiner Nachfolgerin im Senat der Vereinigten Staaten ernannte, dem sie seit dem 20. Dezember 2002 angehört. Im Jahr 2004 gewann sie die reguläre Wahl um den Senatssitz mit drei Prozentpunkten Vorsprung gegen den früheren Gouverneur Tony Knowles von der Demokratischen Partei. Im Senat sitzt sie im außenpolitischen Ausschuss. In ihrer Partei gilt sie – vor allem angesichts der jüngsten Erfolge deutlich konservativerer Mitglieder – als Vertreterin des moderaten Flügels; unter anderem nimmt sie in Bezug auf Abtreibungen eine Pro-Choice-Position ein.
Vor der Senatswahl 2010 unterlag sie in der parteiinternen Vorwahl (Primary) knapp dem von der Tea-Party-Bewegung und der ehemaligen Gouverneurin Sarah Palin unterstützten Rechtsanwalt Joe Miller. Sie kündigte jedoch an, bei der Hauptwahl im November als Write-in-Kandidatin gegen ihn und den demokratischen Bewerber Scott McAdams anzutreten. Dies bedeutete, dass ihr Name zwar nicht auf den Stimmzetteln stand, dieser von den Wählern aber eigenhändig eingetragen werden konnte. Nach Auszählung der Stimmzettel lag sie bei der Wahl 2010 sieben Prozentpunkte vor Miller. Sie war damit die erste Write-in-Kandidatin seit 1954, die in den Senat gewählt wurde. Joe Miller hatte die Nachzählung der Write-in-Stimmabgaben beantragt, dabei sollte geprüft werden, ob auch solche Write-ins gezählt werden können, in denen der Namen „Lisa Murkowski“ nicht korrekt geschrieben wurde. Dieser Antrag wurde durch den Alaska Supreme Court am 10. Dezember 2010 in einer 4:0-Entscheidung abgewiesen. Hiergegen erhob Miller Klage beim Bundesbezirksgericht für Alaska; die Berufung wurde aber am 28. Dezember 2010 abgewiesen. Am 30. Dezember wurde Murkowski von Gouverneur Sean Parnell offiziell zur Siegerin erklärt, woraufhin sie am 3. Januar 2011 eine weitere Mandatsperiode im Senat antrat. Dort gehörte sie weiterhin der republikanischen Fraktion an. Bei den Wahlen 2016 und 2022 wurde sie im Amt bestätigt. Ihr aktuelles Mandat reicht bis zum 3. Januar 2029.

## Positionen
Murkowski gilt insbesondere in Fragen von Frauenrechten als moderate Republikanerin.
Im März 2015 gehörte sie zu den sieben republikanischen US-Senatoren, die einen offenen Brief der übrigen 47 Republikaner in diesem Gremium zum iranischen Atomprogramm nicht unterzeichnete. Darin kritisierten die Unterzeichner das internationale Verhandlungsergebnis, versagten Präsident Obama ihre Unterstützung und kündigten den Führern des Iran an, sich nicht an die Vereinbarung gebunden zu sehen.
Murkowski und ihre republikanische Kollegin Susan Collins stimmten am 7. Februar 2017 im Senat gegen die als Bildungsministerin im Kabinett Trump I nominierte Betsy DeVos. Dies führte zu einem Patt von 50:50 Stimmen, das durch die Stimme des Vizepräsidenten Mike Pence aufgehoben wurde. Es war das erste Mal in der Geschichte der Vereinigten Staaten, dass ein Kabinettsmitglied durch die Stimme des Vizepräsidenten in sein Amt gewählt wurde. Murkowski und Collins begründeten ihr Votum damit, dass DeVos eine zu einseitige Haltung im Bezug auf das Bildungssystem habe und private Schulen den öffentlichen vorziehe.
Murkowskis Stimme für die von der republikanischen Mehrheit im Kongress geplante Gesundheitsreform zur Abschaffung von Obamacare war in der ersten Jahreshälfte 2017 lange unsicher. Ihre Entscheidung, die daraufhin erwogene sofortige Abschaffung von Obamacare ohne gleichzeitigen Beschluss eines Gegenkonzepts am 19. Juli 2017 abzulehnen – zusammen mit Shelley Moore Capito und Susan Collins –, ließ den Plan einer von den Republikanern allein durchgeführten Gesundheitsreform vorerst scheitern.
Vor der Bestätigung des von Präsident Trump vorgeschlagenen konservativen US Supreme Court-Kandidaten Brett Kavanaugh galt Murkowski zusammen mit zwei demokratischen Senatoren (Heidi Heitkamp und Joe Manchin) und zwei Republikanern (Jeff Flake und Susan Collins) lange als unentschieden. Anders als Flake, Collins und Manchin stimmte sie am 5. Oktober 2018 dagegen, die Beratung abzuschließen und damit für den Folgetag die Abstimmung über Kavanaugh zu ermöglichen. Am folgenden Tag stimmte sie gegen alle anderen Senatoren der Republikaner nicht für die Bestätigung Kavanaughs, sondern mit anwesend, um das Stimmverhältnis trotz der Verhinderung eines anderen Republikaners beizubehalten. Kavanaugh wurde mit 50 zu 48 Stimmen bestätigt.
Nach dem Tod von Ruth Bader Ginsburg kurz vor der Präsidentschaftswahl 2020 äußerte Murkowski die Ansicht, dass erst der neu gewählte Präsident den Kandidaten für den US Supreme Court nominieren solle. Allerdings schloss sich nur eine weitere republikanische Senatorin, Susan Collins, dieser Ansicht an, so dass letztlich die von Präsident Trump nominierte Amy Coney Barrett mit 52 zu 48 Stimmen durch den Senat bestätigt wurde.
Nach dem Sturm auf das Kapitol in Washington am 6. Januar 2021 war Murkowski die erste Senatorin der Republikanischen Partei, die US-Präsident Trump zum Rücktritt aufforderte. Bei dem darauffolgenden zweiten Amtsenthebungsverfahren gegen Donald Trump unterstützte sie dieses und stimmte als eine von sieben republikanischen Senatoren für einen Schuldspruch Trumps.
Am 7. April 2022 war sie eine von drei republikanischen Senatoren, die für die Ernennung der von Präsident Joe Biden für den Supreme Court nominierten Ketanji Brown Jackson stimmten. Die anderen beiden waren Mitt Romney und Susan Collins.
Am 24. Januar 2025 gab sie bekannt, gegen den von Trump als Verteidigungsminister vorgeschlagenen Pete Hegseth zu stimmen, da sie ihn für nicht ausreichend qualifiziert halte.
Am 1. März 2025 schrieb sie nach dem Eklat im Oval Office auf X (@lisamurkowski):
"This week started with administration officials refusing to acknowledge that Russia started the war in Ukraine. It ends with a tense, shocking conversation in the Oval Office and whispers from the White House that they may try to end all U.S. support for Ukraine. I know foreign policy is not for the faint of heart, but right now, I am sick to my stomach as the administration appears to be walking away from our allies and embracing Putin, a threat to democracy and U.S. values around the world."
Deutsche Übersetzung:
"Diese Woche begann damit, dass Regierungsvertreter sich weigerten anzuerkennen, dass Russland den Krieg in der Ukraine begonnen hat. Es endete mit einem angespannten, schockierenden Gespräch im Oval Office und Gerüchten aus dem Weißen Haus, dass man versuchen könnte, jegliche US-Unterstützung für die Ukraine einzustellen. Ich weiß, dass Außenpolitik nichts für schwache Nerven ist, aber im Moment wird mir schlecht, weil die Regierung sich scheinbar von ihren Verbündeten abwendet und Putin umarmt, der eine Bedrohung für die Demokratie und die US-Werte auf der ganzen Welt darstellt."

## Belege
1. ↑  Ultra-Konservativer triumphiert bei US-Vorwahl. In: Spiegel Online, 17. September 2010.
2. ↑  Kim Murphy: Murkowski to run as write-in candidate; state GOP condemns move. In: The Los Angeles Times, 18. September 2010.
3. ↑  Hendrik Ternieden: Palins Erzrivalin schafft die Sensation. In: Spiegel Online, 3. November 2010.
4. ↑  Alaska Senate Race: Is Miller Down for the Count? (Memento vom 7. November 2010 im Internet Archive) In: Fox News, 4. November 2010.
5. ↑  Murkowski Certified as Official Winner of Alaska Senate Race. In: Fox News, 30. Dezember 2010.
6. ↑  Republican Senators Warn Iran in Open Letter. In: Politico, 3. September 2015 (englisch).
7. ↑  Betsy DeVos schafft es nur mit Hilfe von Mike Pence. In: Spiegel Online, 7. Februar 2017.
8. ↑  Thomas Kaplan: ‘Plan C’ on Obamacare, Repeal Now and Replace Later, Has Collapsed. In: The New York Times, 19. Juli 2017.
9. ↑  Li Zhou: Here’s where the 5 crucial swing senators stand on Kavanaugh. In: Vox.com, 5. Oktober 2018.
10. ↑  Sheryl Gay Stolberg: Senate Confirms Kavanaugh to Supreme Court, Ending a Clash With Lasting Fallout. In: The New York Times, 6. Oktober 2018.
11. ↑  Der Spiegel: Nachfolge von Richterin Ginsburg: Senatorin stellt sich gegen Trumps Pläne. Abgerufen am 23. September 2020.
12. ↑  Republicans seal vote to replace Justice Ginsburg. In: BBC News. 22. September 2020 (bbc.com [abgerufen am 23. September 2020]).
13. ↑  Murkowski becomes first GOP senator to call on Trump to resign
14. ↑  7 Republikaner brechen bei Trump-Impeachment mit Parteilinie. 13. Februar 2021, abgerufen am 16. Februar 2021.
15. ↑  Caroline Vakil: Five highlights from Jackson's Senate confirmation vote. In: The Hill. 7. April 2022, abgerufen am 26. Juli 2024 (englisch).
16. ↑  Neue Details vor Abstimmung über Trumps Pentagon-Kandidat Hegseth. Abgerufen am 24. Januar 2025.
17. ↑  Ihr Kommentar bei 'X' vom 1. März 2025. Abgerufen am 6. Juli 2025 (englisch).

| Personendaten    | Personendaten                                         |
| ---------------- | ----------------------------------------------------- |
| NAME             | Murkowski, Lisa                                       |
| ALTERNATIVNAMEN  | Murkowski, Lisa Ann (vollständiger Name)              |
| KURZBESCHREIBUNG | US-amerikanische Politikerin (Republikanische Partei) |
| GEBURTSDATUM     | 22. Mai 1957                                          |
| GEBURTSORT       | Ketchikan, Alaska-Territorium                         |